# Lijst van burgemeesters van Baarderadeel
Dit is een lijst van burgemeesters van de voormalige Nederlandse gemeente Baarderadeel tot die gemeente op 1 januari 1984 opging in de gemeente Littenseradeel.
| Ambtsperiode | Naam burgemeester                      | Partij of stroming | Bijzonderheden                           |
| ------------ | -------------------------------------- | ------------------ | ---------------------------------------- |
| 1848 - 1872  | Jhr. Egidius Daniel van Beyma          |                    | tot 1851 als grietman                    |
| 1872 - 1885  | Willem Gruno Meijer Andreae            |                    | eerder burgemeester van Sloten           |
| 1885 - 1890  | Jan Pelletier Engelman                 |                    | later burgemeester van Schoterland       |
| 1890 - 1907  | K.R. Velstra                           |                    |                                          |
| 1907 - 1920  | Jan C. Hanekamp van Harinxma           |                    |                                          |
| 1920 - 1928  | Einte (E.) van Douwen                  |                    | later burgemeester van Ooststellingwerf  |
| 1928 - 1936  | Jhr. Willem Johan Hendrik Hora Siccama |                    | later burgemeester van Leeuwarderadeel   |
| 1937 - 1941  | Wytse (W.) Hoekstra                    | liberaal           |                                          |
| 1942 - 1943  | G.W. Frijling                          | NSB                | later burgemeester van Tietjerksteradeel |
| 1943 - 1945  | W.S. de Vries                          |                    | eerder burgemeester van Stavoren         |
| 1945 - 1950  | Wytse (W.) Hoekstra                    | liberaal           | later burgemeester van Haskerland        |
| 1950 - 1963  | Luitzen (L.G.) Boelens                 | PvdA               | later burgemeester van Weststellingwerf  |
| 1964 - 1981  | Pouwel (P.) Kuiper                     | PvdA               | later burgemeester van Westerbork        |
| 1981 - 1984  | Henk (H.) Hofstra                      | PvdA               | waarnemend                               |